# Lygocecis yanagi
Lygocecis yanagi är en tvåvingeart som först beskrevs av Shinji 1938.  Lygocecis yanagi ingår i släktet Lygocecis och familjen gallmyggor. Inga underarter finns listade i Catalogue of Life.